# Bordj El Houasse
Bordj El Houasse (em árabe: برج الحواس) (também escrito Bordj El Haouasse ou Bordj El Haouès), é uma cidade e comuna localizada na província de Illizi, Argélia. Segundo o censo de 2008, a população total da cidade era de 2 963 habitantes.